# Аполоний Молон
Вижте пояснителната страница за други личности с името Аполоний.
Аполоний Молон (Apollonius Molon) е един от най-значителните гръцки оратори
през 1 век пр. Хр.
Молон работи като адвокат, преди да се установи и основе училище по реторика. Молон е роден в Алабанда в Кария, по-късно живее на Родос.
Той е посланик на своята избрана родина и пътува като такъв два пъти до Рим.
Молон е ученик на Менеклес и преподава неговите знания в своето училище на остров Родос. Ученият Молон не говори латински, макар че Римската империя е господстваща и някои от учениците му да са латинсккиговорещи. Благодарение на неговата брилянтност и неговата слава, в римския сенат му оказват честта да говори на друг език.
Най-известните ученици на Молон са Цицерон, който е на Родос през 79 – 77 г. пр. Хр., и Цезар, който е обучаван от Молон една година (76 – 75 г. пр. Хр.). Цицерон е най-любимият ученик на Молон и става по време учението си негов приятел.
Молон учи своите ученици, да държат речи просто и разбрано.
Цицерон и други научават от Молон всичко, което е необходимо за държане на политическа реч: дълго говорене без записки, говорене в свободната природа, да запазят вниманието на публиката и да говорят пред масите, както жестика и държание.
От Йосиф Флавий се знае, че Молон е антиюдаист и упражнява нападения върху юди (евреи).
От Молон не са останали произведения. Предполага се, че трудовете са се загубили по време на преселението на народите.

## Цитати
Молон за емоциите: [...] нищо не изсъхва по-бързо от една сълза.